# 赤道ギニア国民民主連合
赤道ギニア国民民主連合（せきどうギニアこくみんみんしゅれんごう、スペイン語: Unión Democrática Nacional de Guinea Ecuatorial、略称：UDENA）は赤道ギニアの政党。与党である赤道ギニア民主党とは対立関係にある。赤道ギニア国内での活動は非合法化されており、本部はスペインのバルセロナに置かれている。1999年より自由主義インターナショナルの正式メンバーとして参加している。